# Försäkringsbolag
Försäkringsbolag, bolag som tillhandahåller försäkringar.
Det begrepp som används i lagstiftningen och av tillsynsmyndigheten Finansinspektionen i Sverige är försäkringsföretag, eftersom alla organisationer som erbjuder försäkring inte är bolag.
Idén med försäkringsbolag är att mot en avgift (en premie) ta över risken för en viss händelse, eller annorlunda uttryckt: mot förskottsbetalning gör bolaget ett villkorat åtagande om framtida utbetalning. Att utbetalningen är villkorad innebär att det är endast om en ersättningsgill skada inträffar som bolaget ersätter den som har betalat in premier, det vill säga gör sin utbetalning. Till skillnad från sparande innebär försäkringen inte att man kan återfå de inbetalade premierna. Bolagets åtagande utgörs av en diskonterad beräkning av alla ingångna försäkringsavtal, där en grundläggande tanke är att alla åtaganden inte kommer att behöva infrias.
Storleken på premien beräknas enligt sannolikhetstabeller för att en ersättningsgill skada inträffar.
I Sverige finns det cirka 440 försäkringsbolag och i Finland cirka 60. Det höga antalet i Sverige förklaras bland annat av den rikliga förekomsten av captives.

## Former av försäkringsbolag
- Avkastningsdelande/vinstutdelande försäkringsbolag
- Captive
- Försäkringsaktiebolag
- Försäkringsföreningar
- Understödsföreningar
- Återförsäkring
- Ömsesidiga försäkringsbolag

## Så fungerar ett sakförsäkringsbolag
Försäkringsbolag har som grundläggande idé att erbjuda skydd till människor och företag mot vissa oväntade ekonomiska förluster. Bolaget bedömer riskerna och vilket pris den tagna risken motsvarar. Bedömningarna ligger till grund för de premier kunderna betalar för sin försäkring. Denna riskbedömning regleras av Försäkringsavtalslagen som infördes år 1927.
Premier matchas mot de risker som ska försäkras och med hjälp av kapitalförvaltningen säkerställer försäkringsbolaget sin förmåga att ersätta kunderna när en skada inträffar. Ett försäkringsbolags verksamhet bygger därför både på försäkringsverksamheten och kapitalförvaltningen. Det totala resultat innefattar såväl premier, skadeersättningar och omkostnader som avkastning på de tillgångar som försäkringsrörelsen genererar.

## Kategorier av försäkringsåtaganden
Ett försäkringsbolag kan specialisera sig på ett fåtal försäkringar eller erbjuda försäkringsskydd inom många kategorier, både personförsäkringar och skadeförsäkringar, och komplettera det socialförsäkringsskydd som finns genom Försäkringskassan. Det kan gälla pensionsförsäkringar, efterlevandeskydd, sjukförsäkringar, olycksfallsförsäkring och tandvårdsförsäkring. Skadeförsäkring kan vara för brand, stöld eller skada samt ansvar och rättsskyddsförsäkring. Exempel på skadeförsäkringar är hemförsäkring, trafikförsäkring och produktförsäkring ("utökad garanti") för kapitalvaror. Ansvarsförsäkring ingår vanligen i andra försäkringar, typ hem-, trafik- och företagsförsäkring, varav patientförsäkring är en sådan. Reseförsäkring kan ingå i andra försäkringar, banktjänster eller vara fristående genom specialiserade företag. Kapitalförsäkring erbjuds av banker och försäkringsbolag och är en försäkringstyp som har mindre inslag av risk, och används främst som kapitalplacering snarare än som vanlig försäkring.